# Condado de Romanones
El condado de Romanones es un título nobiliario español, concedido, en recuerdo de un antiguo señorío de su familia, por la reina regente doña María Cristina de Habsburgo-Lorena, en nombre de su hijo, el rey Alfonso XIII el 30 de enero de 1893 a favor de Álvaro de Figueroa y Torres. Álvaro de Figueroa fue varias veces presidente del Consejo de Ministros, consejero de Estado, ministro y alcalde de Madrid. El rey Alfonso XIII otorgó al I conde de Romanones la dignidad de grande de España el 14 de abril de 1910.
Su denominación hace referencia al municipio de Romanones, provincia de Guadalajara.

## Condes de Romanones
|                           | Titular                                     | Periodo                   |
| Creación por Alfonso XIII | Creación por Alfonso XIII                   | Creación por Alfonso XIII |
| ------------------------- | ------------------------------------------- | ------------------------- |
| I                         | Álvaro de Figueroa y Torres                 | 1893-1950                 |
| II                        | Luis de Figueroa y Alonso-Martínez          | 1951-1963                 |
| III                       | Luis de Figueroa y Pérez de Guzmán el Bueno | 1965-1987                 |
| IV                        | Álvaro de Figueroa y Griffith               | 1988-2025                 |

## Historia de los condes de Romanones
- Álvaro de Figueroa y Torres Sotomayor, (Madrid, 1863-11 de septiembre de 1950), I conde de Romanones[2] presidente del Consejo de Ministros y académico de la Real Academia de la Historia. Era hijo de la marquesa de Villamejor.

Casó, el 21 de septiembre de 1888, con Casilda Alonso-Martínez y Martín, dama de la reina Victoria Eugenia de España, hija del eminente político y jurista decimonónico Manuel Alonso Martínez, quien como presidente del Congreso de los Diputados impulsó la carrera política de su yerno. Le sucedió su hijo el 28 de septiembre de 1951:
- Luis de Figueroa y Alonso-Martínez (1890-17 de julio de 1963), II conde de Romanones[2] y VI conde de la Dehesa de Velayos.

Casó, en primeras nupcias el 30 de enero de 1914, con María de la Concepción Pérez de Guzmán el Bueno y Salabert (m. 1927), IX condesa de Quintanilla (por rehabilitación en 1914). Contrajo un segundo matrimonio, el 28 de julio de 1929, con Blanca María de Borbón y de León (m 1989). Le sucedió, el 8 de octubre de 1965, su hijo del primer matrimonio:
- Luis de Figueroa y Pérez de Guzmán el Bueno (1918-29 de noviembre de 1987), III conde de Romanones[2][3] y X conde de Quintanilla.

Casó, el 25 de junio de 1947, con María Aline Griffith Dexter. Le sucedió, el 15 de septiembre de 1988, su hijo:
- Álvaro de Figueroa y Griffith (febrero de 1949-21 de marzo de 2025[4]), IV conde de Romanones,[2][5] VII conde de la Dehesa de Velayos, XI conde de Quintanilla.

Casó, el 17 de marzo de 1974, con Lucila Domecq y Williams, hermana de la primera esposa de Bertín Osborne.